# Black Jaguar-White Tiger Foundation

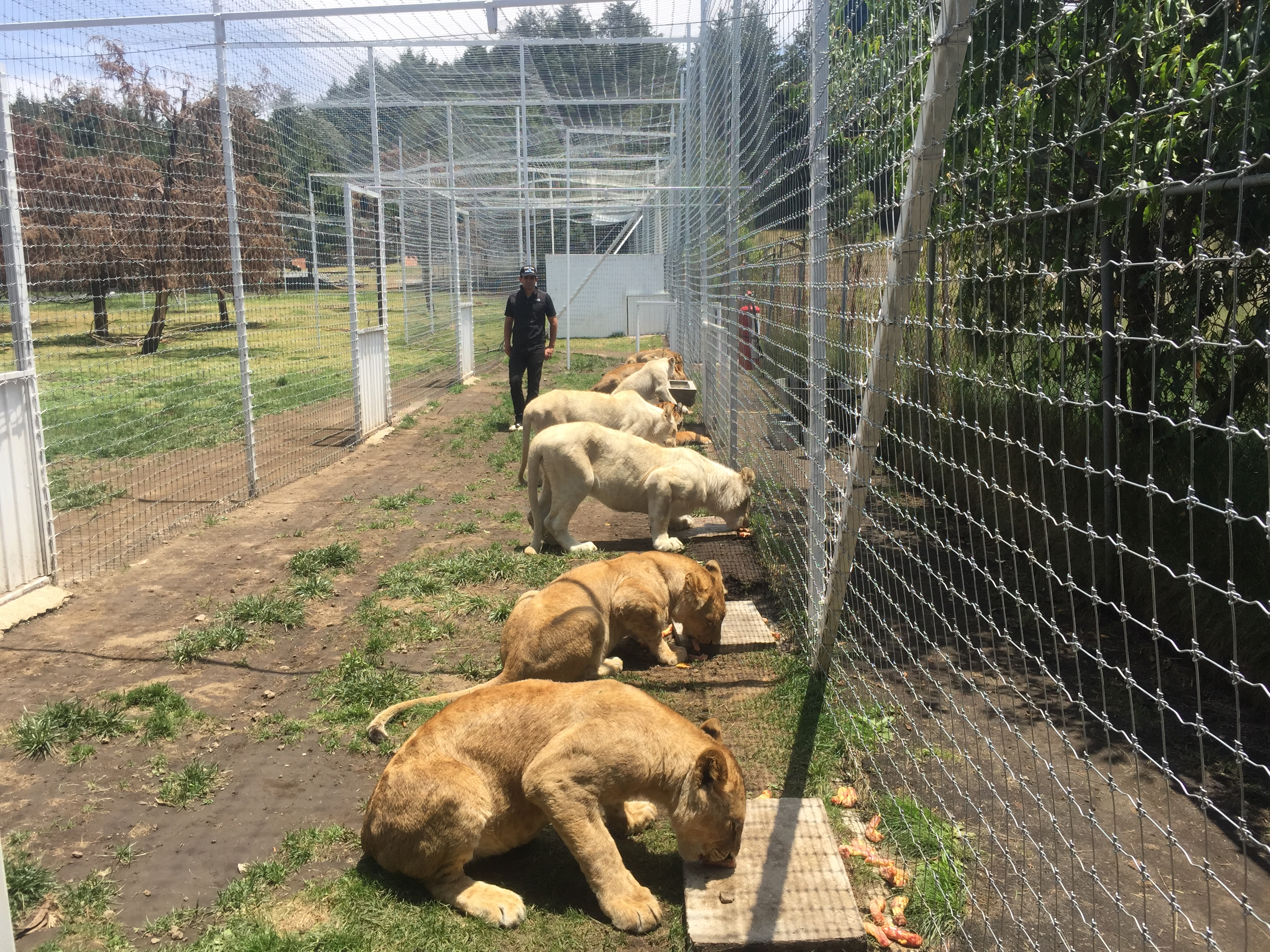
Leones alimentándose en el santuario

La Fundación Black Jaguar-White Tiger (o BJWT) fue una instalación de vida silvestre no registrada y sin licencia ubicada en México. BJWT albergaba grandes felinos, así como perros y otros animales. BJWT fue clausurado por las autoridades mexicanas, el 5 de julio de 2022 debido a un video viral que mostraba a los felinos comiéndose vivos. Las instalaciones de la fundación se encuentran en San Miguel Ajusco, alcaldía Tlalpan, al sur de la Ciudad de México.

## Historia
En 2013, BJWT fue fundada en Monterrey, México por el empresario Eduardo Serio. Los grandes felinos de la organización provienen de circos, criadores y zoológicos. La asociación se registró como Fundación Jaguar Negro Tigre Blanco, AC en 2014.
Numerosas celebridades han visitado el santuario, incluidos Lewis Hamilton, Khloe Kardashian, Paris Hilton y The Backstreet Boys. También políticos y expolíticos, así como sus familiares, han visitado las instalaciones, como lo son Carlos Salinas de Gortari y dos de las hijas de Enrique Peña Nieto. Las preocupaciones sobre el contacto inseguro entre humanos y grandes felinos han recibido críticas de los defensores de los derechos de los animales. Tanto PETA como Wild Welfare han criticado a BJWT por explotar y maltratar a los gatos salvajes, mantenerlos en recintos pequeños y promoverlos como mascotas. PETA también ha expresado su preocupación por la gran cantidad de cachorros, que probablemente sean arrancados de sus madres y no tengan satisfechas sus necesidades básicas. También afirman que cuando los animales envejecen, por lo general son dejados de lado.
La fundación no está acreditada por la Global Federation of Animal Sanctuaries (Federación Mundial de Santuarios de Animales).
En julio de 2022, se publicaron imágenes de animales, en particular de los grandes felinos en condiciones "deplorables", luchando por ponerse de pie, demacrados y mordiéndose la cola. La Asociación de Zoológicos, Criadores y Acuarios de México AC (AZCARM) también presentó una denuncia ante la Fiscalía General, así como una demanda contra Serio, alegando que el santuario ya no tenía licencia ni registro luego de que los animales fueran trasladados del hábitat original aprobado a un espacio más pequeño e inadecuado. Antiguos empleados y activistas han presentado denuncias, alegando que los animales son sacrificados si son demasiado grandes para su recinto y, a menudo, mueren debido a la exposición a los elementos, la falta de comida y agua y la falta de acceso a los servicios veterinarios.

## Clausura
El santuario fue clausurado el lunes 4 de julio luego de ser allanado por funcionarios mexicanos. 177 felinos, 17 monos, 4 caninos, 2 burros y 2 coyotes fueron retirados y colocados en varios zoológicos mexicanos. Según los fiscales, Serio es buscado por "extremo abandono y maltrato de cientos de grandes felinos". La Fiscalía General de México alega que los "animales se devoraban a sí mismos para evitar morir de hambre". El documentalista Arturo Allende, quien ha estado trabajando en un documental sobre Black Jaguar-White Tiger Foundation, afirmó que fue: "un holocausto para los animales"
Serio señala que la condición de los felinos declinó debido a que los donativos de la asociación bajaron un 70% durante la pandemia de COVID-19. Sin embargo, los donativos que recibía de Estados Unidos seguían incrementándose,  pues mientras en 2015, recibieron 232 017 dólares, en 2020 recibió 1 millón 50 mil dólares.